# Mario Mandžukić
Mario Mandžukić (pronúncia croata: [mandʒukitɕ]; Slavonski Brod, 21 de maio de 1986) é um ex-futebolista croata que atuava como centroavante.

## Carreira
Mandžukić deu seus primeiros passos no futebol no clube alemão TSF Ditzingen, próximo de Stuttgart, ainda nas categorias de base. Após seu retorno à sua cidade natal, ele passou o período entre 1997 e 2003, no NK Marsonia, antes de passar uma temporada no Željezničar. Na temporada seguinte voltou a Marsonia e no verão de 2005 mudou para o NK Zagreb. O jogador prosperou sob a tutela de Miroslav Blažević e despertou o interesse de muitos outros clubes. No verão de 2007, foi contratado pelo Dínamo Zagreb por 1 milhão e 300 mil euros à época visando substituir o atacante Eduardo da Silva, brasileiro naturalizado croata que havia se transferido para o Arsenal, da Inglaterra. Terminou sua primeira temporada no Dínamo com 12 gols e 11 assistências em 29 partidas. Mandžukić foi o artilheiro da liga na temporada 2008–09, marcando 16 gols em 28 jogos.

### Dínamo Zagreb
No verão de 2007, ele foi comprado pelo Dínamo Zagreb por 1 milhão e 300 mil euros, chegando como substituto para o brasileiro Eduardo da Silva. Após a sua chegada, Mandžukić logo conseguiu garantir seu lugar nos titulares, jogando principalmente na posição de segundo atacante. Em 4 de outubro, teve uma performance impressionante contra o Ajax em Amsterdã, quando marcou dois gols na prorrogação para garantir o Dínamo Zagreb em uma vitória por 3–2 fora de casa, com o Dínamo se classificando para fase de grupos da Copa da UEFA. Ele terminou sua primeira temporada no Dínamo com 12 gols e 11 assistências em 29 partidas, mas também teve um recorde de disciplina ruim, com oito cartões amarelos.

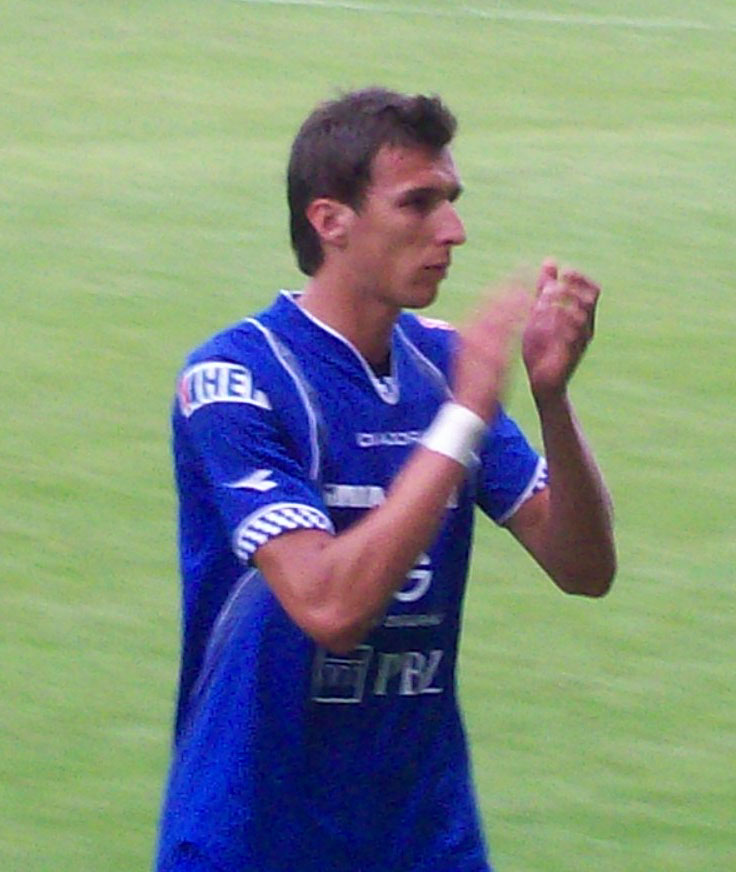
Mandžukić atuando pelo Dínamo Zagreb em 2008

Começou a temporada 2008–09 com dois gols contra o Linfield, na fase de qualificação para a Liga dos Campeões. Mandžukić foi artilheiro do Campeonato Croata, fazendo 16 gols em 28 partidas. O atacante também marcou três gols na Copa da UEFA. Esta foi a época de sua ascensão na seleção também, como ele teve oito convocações para as Eliminatórias da Copa do Mundo de 2010.
Começou a temporada 2009–10, marcando um gol na Champions League Play-Off contra o Red Bull Salzburg. Mandžukić recebeu cartão vermelho nos últimos minutos do jogo. Depois que ele disse ao árbitro que ele foi atingido pela garrafa que alguém jogou da arquibancada, deu-lhe o segundo cartão amarelo e o deixou de fora do jogo. Em 17 de setembro de 2009, após o Dínamo perder por 2–0 em casa para o Anderlecht na Liga Europa, Mandžukić foi controversamente multado 100 mil euros depois de ser acusado por mau desempenho. Foi a primeira vez na história do clube que um jogador foi financeiramente multado. No dia 20 de setembro, Mandžukić foi o capitão do Dínamo numa goleada por 6–0 contra o Rijeka válida pela Campeonato Croata. Em uma entrevista pós-jogo, o centroavante rejeitou quaisquer especulações sobre ele deixar o clube após a multa, afirmando que seu sonho de infância era ser capitão do Dinamo e que daria o seu melhor em qualquer jogo pelo clube. No total durante essa temporada, Mandžukić realizou 24 partidas e marcou 14 gols. O jogador chegou a atuar em cinco jogos pela Liga Europa, mas não balançou as redes.[carece de fontes?]

### Wolfsburg
Foi contratado pelo Wolfsburg no dia 14 de julho de 2010, em um negócio em torno de 8 milhões de euros. No Wolfsburg, Mandžukić conseguiu adaptar-se mais rápido do que o esperado, e logo em sua primeira temporada fixou-se entre os titulares da equipe alemã. As coisas mudaram para Mandžukić após a chegada de Felix Magath, Mandžukić virou reserva de Edin Džeko, mas conseguiu marcar gols na Bundesliga, uns de seus gols contra o Nuremberg. Nos últimos sete jogos temporada, ele marcou oito gols, dois dos quais vieram no último jogo da temporada contra o Hoffenheim, e foram cruciais para o clube como eles evitaram o rebaixamento. Em sua segunda temporada no Wolfsburg, foi uma partida regular na Bundesliga e foi artilheiro do clube com 12 gols na Bundesliga. Em dois anos no Wolfsburg, ele marcou 20 gols em 56 partidas durante os mandatos dos gestores de Steve McClaren e Felix Magath. Ele foi um dos melhores jogadores do Wolfsburg durante a sua estadia e rapidamente se tornou um favorito dos fãs graças a sua capacidade de goleador e sua atitude.

### Bayern de Munique
Após algum destaque durante a disputa da Eurocopa, Mario Mandžukić acertou sua transferência para o poderoso Bayern de Munique, principal clube do futebol alemão, no dia 27 de junho de 2012, pouco menos de dois anos após sua chegada ao Wolfsburg. A negociação custou cerca de 12 milhões de euros ao Bayern, e Mario mostrou-se feliz com a transferência, declarando ser este:
| “ | Um passo adiante em minha carreira. | ” |

Em 24 de julho de 2012, Mandžukić fez sua estreia pelo Bayern de Munique na goleada por 6–0 contra o Beijing Guoan da China, marcou o seu primeiro gol neste jogo amistoso, transformando a goleada em 5–0 aos 34 minutos do segundo tempo. Já no dia 12 de agosto, marcou seu primeiro gol em um jogo oficial contra o Borussia Dortmund, aos 6 minutos do primeiro tempo, e ajudou sua equipe a conquistar a taça da Supercopa da Alemanha. Ele marcou seu primeiro gol pelo Bayern contra o Greuther Fürth, na primeira rodada e marcou mais um gol na segunda rodada em uma goleada por 6–1 contra o Stuttgart. Ele marcou duas vezes contra o seu ex-clube, o Wolfsburg. Mandžukić fez mais quatro gols em cinco jogos na Bundesliga, tendo seu registro de nove gols em 11 partidas no primeiro turno do campeonato alemão. Após a pausa de inverno da Bundesliga, Mandžukić continuou com a boa fase e marcou mais três gols em dois jogos, contra Greuther Fürth, Stuttgart e Mainz, respectivamente. O centroavante marcou seu primeiro gol na Liga dos Campeões da UEFA numa partida contra o Arsenal, em que o Bayern venceu fora de casa por 3–1. O jogador fez parte de uma polêmica em novembro de 2012, ao fazer uma saudação nazista em campo após um gol, e explicou que celebrava a absolvição de dois generais croatas acusados de crimes de guerra no Tribunal de Haia.
No dia 2 de abril de 2013, deu a assistência para Thomas Müller fazer o segundo gol do Bayern contra a Juventus na UEFA Champions League na vitória por 2–0. Já no dia 6 de abril, esteve presente na vitória sobre o Eintracht Frankfurt que garantiu o título da Bundesliga. Voltou a balançar as redes no dia 10 de abril, novamente contra a Juventus pela Liga dos Campeões, vencendo o segundo jogo por 2–0, o mesmo placar da partida de ida. Já no dia 18 de abril, foi dele o primeiro gol do Bayern na goleada por 6–1 sobre o Wolfsburg, pela Copa da Alemanha. Em 25 de maio, o Bayern de Munique enfrentou Borussia Dortmund na final da Liga dos Campeões e Mandžukić marcou o primeiro gol da partida, dando ao Bayern uma vantagem de 1–0 aos 15 minutos do segundo tempo. Com este gol, o jogador tornou-se o primeiro croata a marcar numa final da Liga dos Campeões da UEFA. O clube bávaro acabou vencendo a partida por 2–1, com Arjen Robben marcando aos 45 minutos e garantindo o título nos acréscimos.
Mario Mandžukić deixou o clube em julho de 2014.

### Atlético de Madrid
Em julho de 2014, firmou contrato com o Atlético de Madrid por quatro temporadas. Marcou seu primeiro gol já na sua estreia, no jogo contra o Real Madrid que deu o título da Supercopa da Espanha ao Atlético.
Fez os dois gols do Atlético no empate por 2–2 contra o desconhecido L'Hospitalet da terceira divisão espanhola, em partida válida pela primeira fase da Copa do Rei. O Atlético tinha conseguido vencer o jogo de ida por 3–0 e se classificou para as oitavas de final. Marcou também na vitória de 1–0 contra a Juventus pela fase de grupos da Liga dos Campeões da UEFA. Marcou seu primeiro hat-trick na goleada por 5–0 contra o Granada pela Liga.
Foi decisivo marcando todos os quatro gols do Atlético nas duas partidas contra o Rayo Vallecano nas oitavas de final da Copa do Rei, marcando os três da vitória no Vicente Calderón por 3–0, e fez o gol do empate por 1–1 no jogo da volta.
Mandzukic foi utilizado como titular absoluto da equipe durante toda a temporada, atuando ao lado de Antoine Griezmann ou de Fernando Torres. Tornou-se o segundo maior marcador do Atlético na Liga com 19 gols, somente atrás de Griezmann que marcou 22 vezes na Liga. Na temporada, Mandzukic foi o maior goleador da equipe com 29 gols marcados.

### Juventus

#### 2015–16
Em 22 de junho de 2015, a Juventus, então campeã da Serie A e vice-campeã da Liga dos Campeões, anunciou a chegada de Mandžukić para reforçar o clube por um contrato de quatro anos por uma taxa de 19 milhões de euros a pagar em três parcelas, incluindo um adicional de 2 milhões de euros. Com sua tranferência para a Juventus, o croata chegou a atuar em três dos mais importantes campeonatos europeus em três temporadas seguidas.
No dia 8 de agosto, marcou o gol que abriu o placar numa vitória por 2–0 contra a Lazio, em Xangai, em jogo válido pela Supercopa da Itália. Já no dia 23 de agosto, realizou sua estreia na Campeonato Italiano e atuou durante os 90 minutos em uma derrota por 1–0 para a Udinese, válida pela primeira rodada da competição. No dia 21 de setembro, foi confirmado que Mandžukić estaria fora por três semanas depois de uma lesão relacionada com coxa no dia anterior em uma vitória por 2–0 sobre Genoa. No entanto, ele retornou cedo, marcando o primeiro gol da Juventus na vitória por 2–1 fora de casa contra o Manchester City, durante o seu jogo de abertura da fase de grupos da Liga dos Campeões, em 15 de setembro de 2015.
Em 25 de outubro, Mandžukić marcou um gol na vitória da Juventus por 2–0 sobre Atalanta aos 49 minutos; Este foi seu primeiro gol na Serie A em sua sexta partida. Mais tarde fez mais dois na Serie A, ajudando a Juventus a derrotar Empoli por 3–1. Já no dia 25 de novembro, Mandžukić marcou o gol da vitória por 1–0 sobre o Manchester City na segunda etapa da fase de grupos da Liga dos Campeões, garantindo a classificação da Juventus para as oitavas de final. Devido a estes gols importantes, bem como um outro em uma vitória fora de casa por 3–0 contra o Palermo em 29 de novembro, o croata foi eleito o jogador do mês na Juventus em novembro.
Em 27 de janeiro de 2016, Mandžukić sofreu uma lesão muscular durante a primeira perna da semifinal da Copa da Itália contra o Internazionale, colocando-o na margem durante quatro semanas. Temeu-se inicialmente que ele ficasse de fora do jogo de ida das oitavas de final da Liga dos Campeões contra o seu antigo clube, o Bayern de Munique. No entanto, ele voltou à ação mais cedo do que o esperado, começando na partida contra o Bayern em 23 de fevereiro, e dando assistência para o gol de Dybala em um empate em casa de 2–2. No jogo da volta, a Juventus abriu 2–0 na Allianz Arena, mas tomou a virada e perdeu por 4–2, sendo eliminada nas oitavas de final. A temporada não estava perdida, com a Juve chegando ao título do "'Scudetto"' (Serie A e Copa da Itália). Mandzukic fez 17 gols na Serie A e fechou a temporada marcando 23 gols pela Juventus.

#### 2016–17

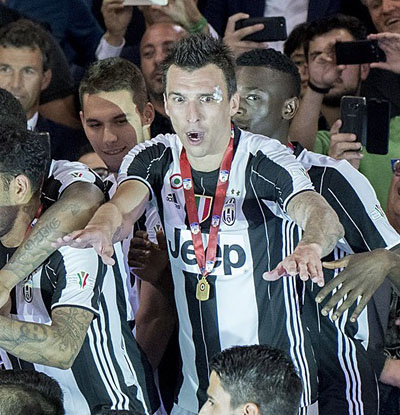
Mandžukić comemorando um título pela Juventus em 2017

A boa fase seguiu durante toda a primeira parte temporada 2016–17, marcando gols importantes e ajudando a Juve a seguir soberana na Serie A, onde acabariam por conquistar o quinto título de forma consecutiva. Além disso também voltariam a conquistar o Scudetto ao ficarem com o título da Copa da Itália após derrotarem a Lazio por 2–0 no dia 17 de maio.
A Velha Senhora ainda poderia ter encerrado a temporada com a conquista da tríplice coroa, ao disputarem a sua segunda final de Liga dos Campeões da UEFA nas últimas três temporadas. No dia 25 de maio de 2017, Mandžukić assinou uma extensão de contrato que o manteria no clube até 2020.
Em 3 de junho, o centroavante croata disputou a final da Liga dos Campeões contra o Real Madrid. Mandžukić marcou o gol de empate aos 27 minutos, apenas sete minutos depois do português Cristiano Ronaldo ter aberto o placar para o time merengue. Este gol chegou a ser comparado com o de Zinédine Zidane pelo mesmo Real Madrid na final da Liga dos Campeões em 2002, e foi tido como um dos mais bonitos em finais da principal competição europeia. No entanto, a Juve acabou sofrendo três gols no segundo tempo e foi derrotada por 4–1 em Cardiff.

### Aposentadoria
No dia 3 de setembro de 2021, aos 35 anos, Mandžukić anunciou sua aposentadoria dos gramados.

## Seleção Croata

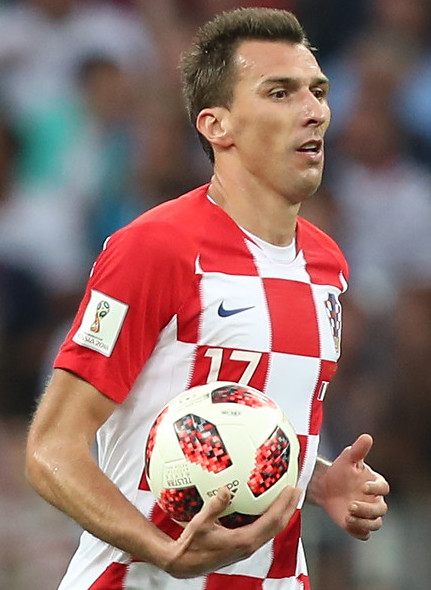
Mandžukić comemorando depois de marcar contra a França em 2018

Seu destaque internacional só veio durante a disputa da Euro 2012, torneio onde tornou-se o principal jogador da Croácia, marcando dois gols logo na partida de estreia contra a República da Irlanda. No jogo seguinte, agora contra um adversário de mais expressão, a Itália, Mandžukić marcou mais um e garantiu o empate da sua seleção por 1–1. Com os três gols nos dois primeiros jogos, Mario fixou-se entre os artilheiros da Eurocopa. O feito, entretanto, de nada adiantou. A Croácia acabou eliminada após uma derrota para a atual campeã mundial Espanha no último jogo do grupo, resultado que classificou espanhóis e italianos. Marcou um gol no dia 22 de março, numa vitória por 2–0 contra a Sérvia, válida pelas Eliminatórias da Copa de 2014. A partida foi a primeira entre Croácia e Sérvia da história do futebol.
Foi convocado para disputar a Copa do Mundo de 2014, realizada no Brasil. O jogador, no entanto, ficou de fora da estreia no dia 13 de junho devido a uma suspensão adquirida na repescagem das Eliminatórias. Com isso, não conseguiu impedir a derrota por 3–1 contra a Seleção Brasileira. Na partida seguinte, fez sua estreia marcando seus dois primeiros gols na competição, sendo peça importante na goleada por 4–0 contra Camarões. No último jogo da fase de grupos, os croatas foram derrotados pelo México por 3–1 e foram eliminados.
No ano de 2016, participou dos dois primeiros jogos da Croácia na fase de grupos da Eurocopa, mas por causa de uma lesão ficou de fora do restante da campanha croata, que terminou nas oitavas de finais com a eliminação frente a Portugal por 2–1 na prorrogação.
Em 2018, foi vice-campeão da Copa do Mundo FIFA sendo peça fundamental da surpreendente Seleção Croata, que foi derrotada na final pela Seleção Francesa. No mês seguinte ao feito, em 14 de agosto, anunciou por meio de sua conta na rede social Instagram, que dava por encerrada sua participação pela seleção.

## Estatísticas
| #   | Data                   | Local                                        | Adversário       | Placar | Resultado | Competição                             |
| --- | ---------------------- | -------------------------------------------- | ---------------- | ------ | --------- | -------------------------------------- |
| 1.  | 10 de setembro de 2008 | Estádio Maksimir, Zagreb, Croácia            | Inglaterra       | 1–3    | 1–4       | Eliminatórias da Copa do Mundo de 2010 |
| 2.  | 12 de outubro de 2010  | Estádio Maksimir, Zagreb, Croácia            | Noruega          | 1–1    | 2–1       | Amistoso                               |
| 3.  | 3 de junho de 2011     | Poljud Stadium, Split, Croácia               | Geórgia          | 1–1    | 2–1       | Qualificações para Eurocopa 2012       |
| 4.  | 11 de outubro de 2011  | Stadion Kantrida, Rijeka, Croácia            | Letónia          | 2–0    | 2–0       | Qualificações para Eurocopa 2012       |
| 5.  | 11 de novembro de 2011 | Türk Telekom Arena, Istambul, Turquia        | Turquia          | 0–2    | 0–3       | Qualificações para Eurocopa 2012       |
| 6.  | 10 de junho de 2012    | Estádio Municipal de Poznań, Poznań, Polónia | Irlanda          | 0–1    | 1–3       | Eurocopa 2012                          |
| 7.  | 10 de junho de 2012    | Estádio Municipal de Poznań, Poznań, Polónia | Irlanda          | 1–3    | 1–3       | Eurocopa 2012                          |
| 8.  | 14 de junho de 2012    | Estádio Municipal de Poznań, Poznań, Polónia | Itália           | 1–1    | 1–1       | Eurocopa 2012                          |
| 9.  | 16 de outubro de 2012  | Stadion Gradski vrt, Osijek, Croácia         | País de Gales    | 1–0    | 2–0       | Eliminatórias da Copa do Mundo de 2014 |
| 10. | 6 de fevereiro de 2013 | Craven Cottage, Londres, Inglaterra          | Coreia do Sul    | 0–1    | 0–4       | Amistoso                               |
| 11. | 22 de março de 2013    | Stadion Maksimir, Zagreb, Croácia            | Sérvia           | 1–0    | 2–0       | Eliminatórias da Copa do Mundo de 2014 |
| 12. | 6 de setembro de 2013  | Estádio Estrela Vermelha, Belgrado, Sérvia   | Sérvia           | 0–1    | 1–1       | Eliminatórias da Copa do Mundo de 2014 |
| 13. | 19 de novembro de 2013 | Stadion Maksimir, Zagreb, Croácia            | Islândia         | 1–0    | 2–0       | Eliminatórias da Copa do Mundo de 2014 |
| 14. | 18 de junho de 2014    | Arena da Amazônia, Manaus, Brasil            | Camarões         | 3–0    | 4–0       | Copa do Mundo de 2014                  |
| 15. | 18 de junho de 2014    | Arena da Amazônia, Manaus, Brasil            | Camarões         | 4–0    | 4–0       | Copa do Mundo de 2014                  |
| 16. | 4 de setembro de 2014  | Stadion Aldo Drosina, Pula, Croácia          | Chipre           | 1–0    | 2–0       | Amistoso                               |
| 17. | 4 de setembro de 2014  | Stadion Aldo Drosina, Pula, Croácia          | Chipre           | 2–0    | 2–0       | Amistoso                               |
| 18. | 7 de junho de 2015     | Stadion Anđelko Herjavec, Varaždin, Croácia  | Gibraltar        | 3–0    | 4–0       | Amistoso                               |
| 19. | 12 de junho de 2015    | Poljud Stadium, Split, Croácia               | Itália           | 1–0    | 1–1       | Qualificações para Eurocopa 2016       |
| 20. | 17 de novembro de 2015 | Olimp - 2, Rostov do Don, Rússia             | Rússia           | 1–3    | 1–3       | Amistoso                               |
| 21. | 26 de março de 2016    | Groupama Arena, Budapeste, Hungria           | Hungria          | 1–1    | 1–1       | Amistoso                               |
| 22. | 4 de junho de 2016     | Stadion HNK Rijeka, Rijeka, Croácia          | San Marino       | 2–0    | 10–0      | Amistoso                               |
| 23. | 4 de junho de 2016     | Stadion HNK Rijeka, Rijeka, Croácia          | San Marino       | 4–0    | 10–0      | Amistoso                               |
| 24. | 4 de junho de 2016     | Stadion HNK Rijeka, Rijeka, Croácia          | San Marino       | 5–0    | 10–0      | Amistoso                               |
| 25. | 6 de outubro de 2016   | Estádio de Loro-Boriçi, Escodra, Albânia     | Kosovo           | 1–0    | 6–0       | Eliminatórias da Copa do Mundo de 2018 |
| 26. | 6 de outubro de 2016   | Estádio de Loro-Boriçi, Escodra, Albânia     | Kosovo           | 2–0    | 6–0       | Eliminatórias da Copa do Mundo de 2018 |
| 27. | 6 de outubro de 2016   | Estádio de Loro-Boriçi, Escodra, Albânia     | Kosovo           | 3–0    | 6–0       | Eliminatórias da Copa do Mundo de 2018 |
| 28. | 9 de outubro de 2016   | Estádio Ratina, Tampere, Finlândia           | Finlândia        | 0–1    | 0–1       | Eliminatórias da Copa do Mundo de 2018 |
| 29. | 15 de novembro de 2016 | Parque de Windsor, Belfast, Irlanda do Norte | Irlanda do Norte | 0–1    | 0–3       | Amistoso                               |
| 30. | 6 de outubro de 2017   | Stadion HNK Rijeka, Rijeka, Croácia          | Finlândia        | 1–0    | 1–1       | Eliminatórias da Copa do Mundo de 2018 |
| 31. | 1 de julho de 2018     | Estádio de Níjni Novgorod, Rússia            | Dinamarca        | 1–0    | 1–1       | Copa do Mundo de 2018                  |
| 32. | 11 de julho de 2018    | Estádio Lujniki, Rússia                      | Inglaterra       | 2–1    | 2–1       | Copa do Mundo de 2018                  |
| 33. | 15 de julho de 2018    | Estádio Lujniki, Rússia                      | França           | 2–4    | 2–4       | Copa do Mundo de 2018                  |

## Títulos
Dínamo Zagreb
- Prva HNL: 2007–08, 2008–09 e 2009–10
- Copa da Croácia: 2007–08 e 2008–09

Bayern de Munique
- Supercopa da Alemanha: 2012
- Bundesliga: 2012–13 e 2013–14
- Copa da Alemanha 2012–13 e 2013–14
- Liga dos Campeões da UEFA: 2012–13
- Copa Uli Hoeneß: 2013
- Supercopa da UEFA: 2013
- Copa do Mundo de Clubes da FIFA: 2013

Atlético de Madrid
- Supercopa da Espanha: 2014

Juventus
- Supercopa da Itália: 2015 e 2018
- Serie A: 2015–16, 2016–17, 2017–18 e 2018–19
- Copa da Itália: 2015–16, 2016–17 e 2017–18

### Prêmios individuais
- Melhor Jogador do Campeonato Croata: 2008–09
- Gol Mais Bonito do Campeonato Croata: 2008–09
- Segundo Melhor gol da EURO: 2012
- Jogador Croata do Ano: 2012
- 77º melhor jogador do ano de 2012 (The Guardian)[24]
- Artilheiro da Copa Audi de 2013: 2 gols
- Artilheiro Eurocopa de 2012: 3 gols
- Gol do ano da UEFA: 2016–17